# Ignición doble

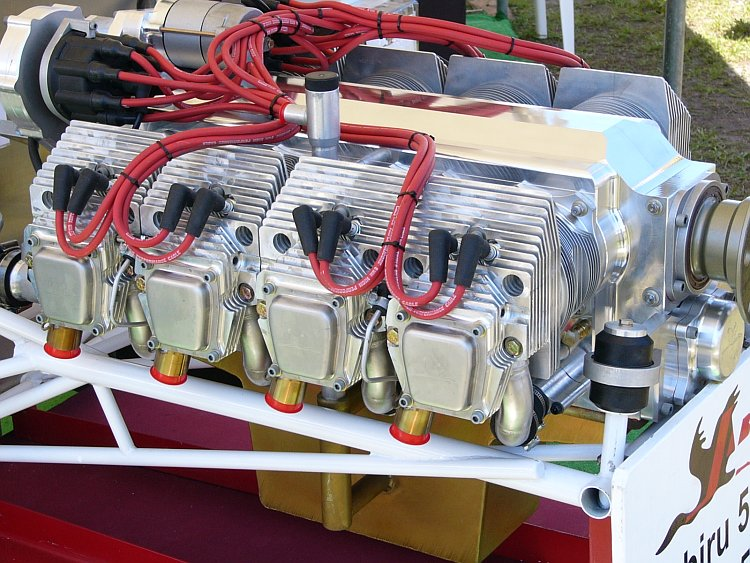
Un motor aeronáutico Jabiru 5100 plano de 8 cilindros de cuatro tiempos con doble encendido, con dos bujías por cilindro y dos distribuidores

La ignición doble (también denominada encendido dual) es un sistema para motores de encendido por chispa, mediante el cual se duplican los componentes críticos del encendido, como las bujías y las magnetos. Se emplea comúnmente en motores aeronáuticos, y a veces se encuentra en automóviles y motocicletas. 
Proporciona dos ventajas: la redundancia en caso de fallo en vuelo de un sistema de encendido; y la quema más eficiente de la mezcla de combustible-aire dentro de la cámara de combustión. En los aviones, la redundancia es la consideración principal, pero en otros vehículos los objetivos principales son la combustión más eficiente y el cumplimiento de los requisitos de las leyes de emisiones contaminantes. 

## Eficiencia

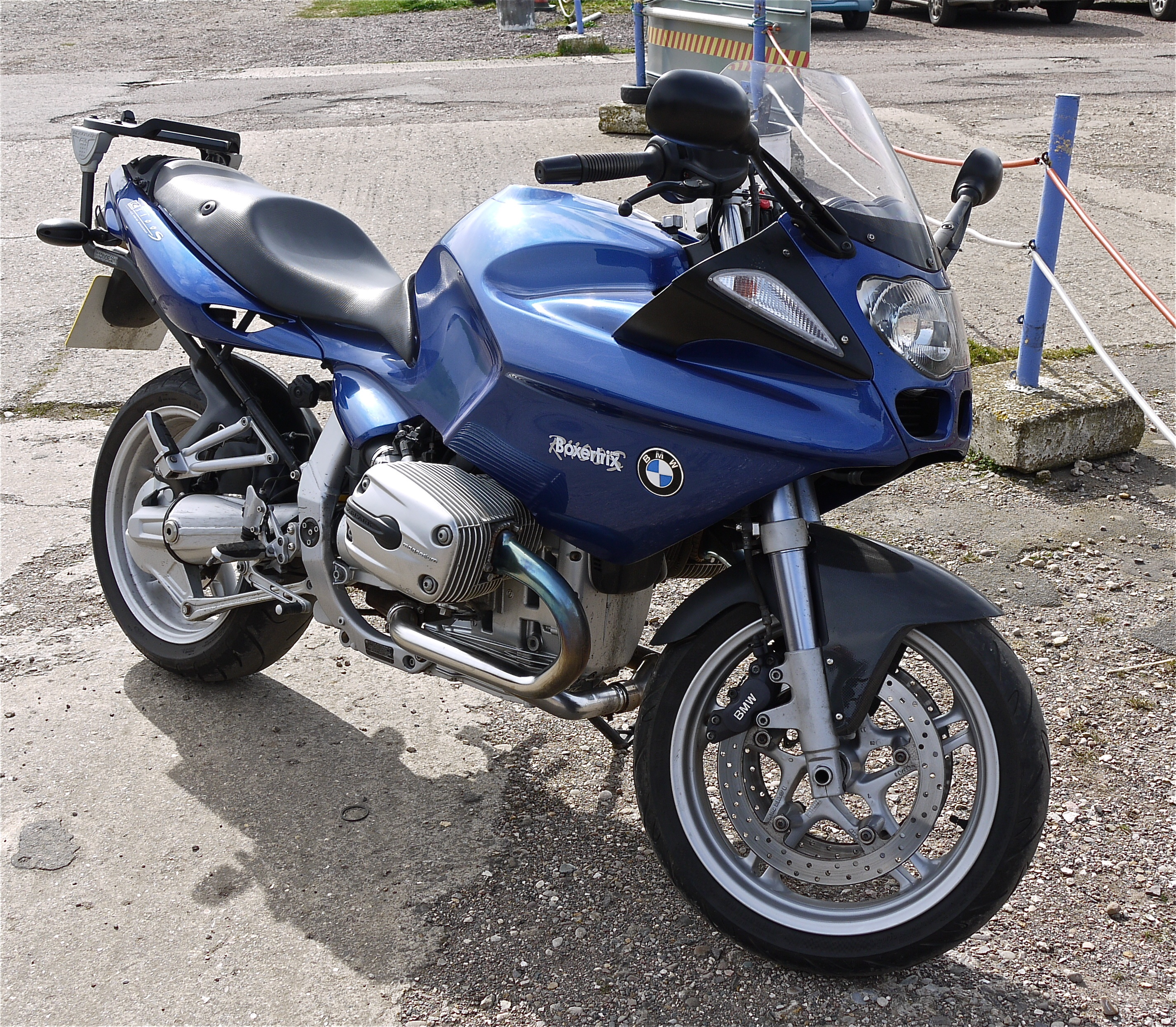
Motocicleta BMW R1100S con doble encendido. La segunda bujía está oculta debajo de la culata

Un sistema de doble encendido generalmente consiste en que cada cilindro disponga de bujías gemelas y que el motor tenga al menos dos circuitos de encendido, como magnetos o bobinas de encendido duplicadas.
La ignición doble incrementa la eficiencia del motor al iniciar frentes de llamas gemelos, lo que proporciona una combustión más rápida y completa, y por lo tanto, aumenta la potencia del motor. Aunque un sistema de doble encendido es un método efectivo para lograr una combustión óptima y un mejor consumo de combustible, sigue siendo raro en automóviles y motocicletas debido a las dificultades inherentes que implica ubicar un segundo orificio dentro de la culata para la segunda bujía. Esto implica que muchos sistemas de doble encendido dispuestos en automóviles de serie generalmente optaban por un diseño de dos válvulas en lugar de cuatro. Entre 1932 y 1948, el Nash Embassador disponía de un motor de ocho cilindros en línea equipado con bujías gemelas, mientras que los automóviles Alfa Romeo Twin Spark usaron doble encendido, al igual que los automóviles Honda con motores de la serie i-DSI y el motor Modern Hemi de Chrysler. En 1980, Nissan instaló bujías gemelas en el motor Nissan NAPS-Z, y Ford lo introdujo en los modelos Ford Ranger de 1989 y Ford Mustang de cuatro cilindros de 1991. Varios motores modernos de Mercedes-Benz también tienen dos bujías por cilindro, como los propulsores M112 y M113. Algunas motocicletas, como la Honda VT500 y la Ducati Multistrada, también tienen doble encendido. La Ducati Multistrada de 2012 se actualizó con "culatas de dos bujías para una combustión más suave y eficiente", el cambio contribuyó a un aumento del 5% en el par y una mejora del 10% en el consumo de combustible. Las primeras motos BMW R1100S tenían una sola bujía por cilindro, pero después de 2003 se actualizaron a doble encendido para cumplir con los requisitos de la ley de emisiones. 

## Seguridad

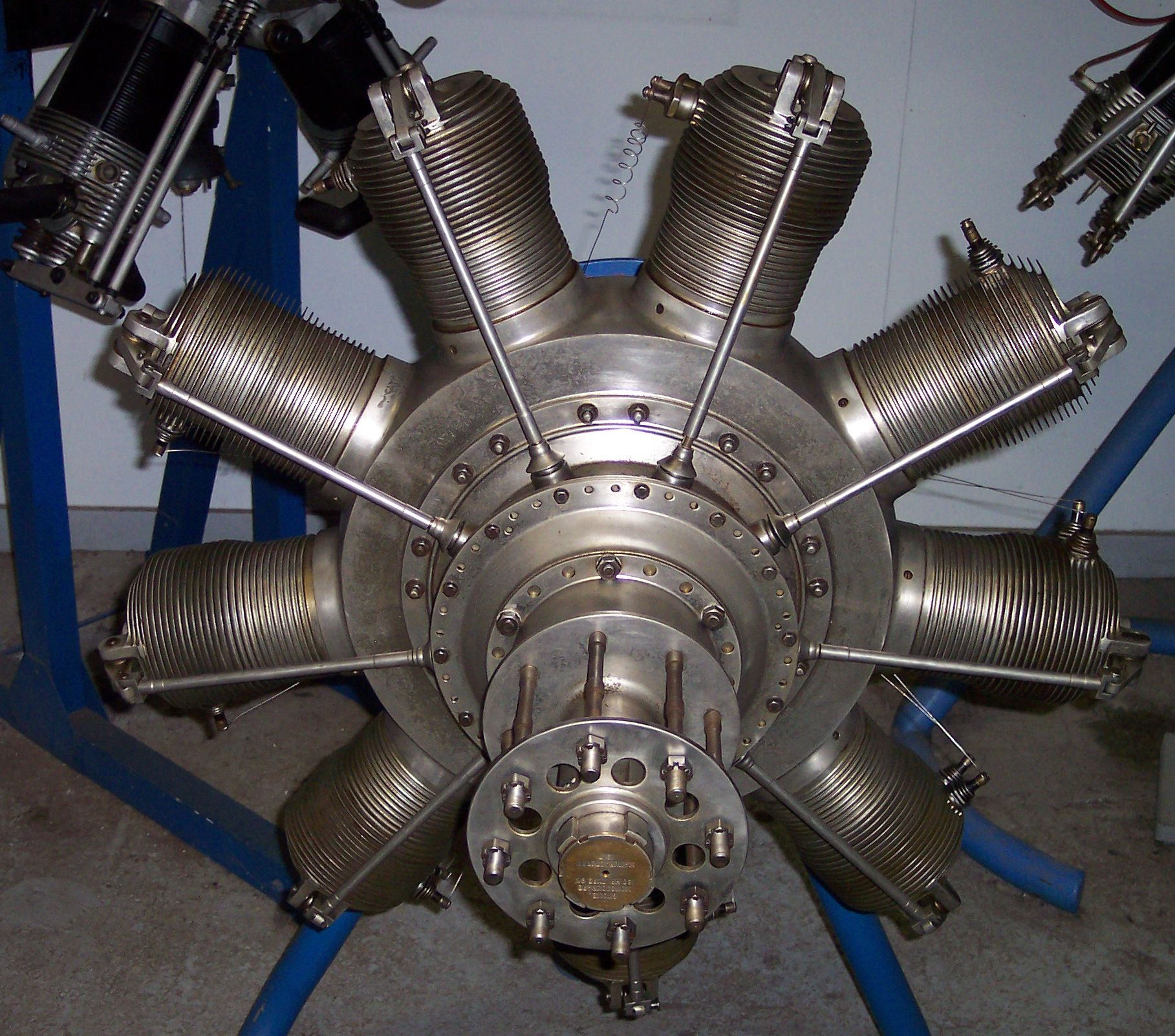
Un motor Gnome 9N Monosoupape de, provisto con doble encendido

El encendido dual en los motores aeronáuticos debe permitir que una aeronave continúe volando de manera segura después de un fallo del sistema de encendido. La operación de motores aeronáuticos con solo una magneto (en lugar de dos), generalmente produce una caída de alrededor de unas 75 rpm. Su uso en los sistemas eléctricos de aviación se remonta a los años de la Primera Guerra Mundial, cuando motores como el Hispano-Suiza 8 y el Mercedes D.III, e incluso versiones de motores de estrella posteriores como el Gnome Monosoupape modelo 9N de 160 HP (119 kW) utilizaban dos bujías por cilindro. 
El Hewland AE75, un motor aeronáutico de tres cilindros en línea creado para el ARV Super2, tenía tres circuitos de encendido, cada circuito con un enchufe en dos cilindros diferentes. Si uno de los tres circuitos fallaba, los tres cilindros aún recibirían chispas, e incluso si fallaban dos circuitos, el circuito restante mantendría el motor funcionando en dos cilindros.

### Doble encendido parcial
Mientras que la verdadera ignición doble utiliza sistemas completamente separados y redundantes, algunos motores certificados, como el Lycoming O-320-H2AD, utilizan un solo motor magneto-eje de transmisión que acciona dos magnetos separados. Si bien ahorra peso, se crea un único punto de fallo en términos mecánicos, lo que podría causar que ambos sistemas de encendido dejasen de funcionar.
Una forma simple de encendido dual parcial en algunos aviones construidos por aficionados utiliza una sola bujía, pero duplica la bobina y el cableado para una mejor redundancia que el encendido simple tradicional.
Una forma adicional de encendido dual parcial (como en el Honda VT500) es que cada cilindro tenga una sola bobina HT que envíe la corriente a un enchufe y complete el circuito a través del segundo enchufe, en lugar de hacerlo a través de la tierra. Este sistema requiere un voltaje suficiente para saltar los dos huecos de los enchufes, pero una ventaja es que si un enchufe falla, el enchufe ensuciado puede quemarse solo y limpiarse mientras el motor continúa funcionando.

## Motores Wankel
Los motores Wankel tienen una cámara de combustión tan alargada que incluso los motores wankel no aeronáuticos pueden adoptar doble encendido para potenciar una mejor combustión. El motor Wankel aeronáutico de la serie AE de MidWest tiene enchufes gemelos en cada cámara, pero colocados uno al lado del otro, no secuencialmente, por lo que su objetivo principal es proporcionar redundancia en lugar de una mejor combustión.